# Dalton-Brüder

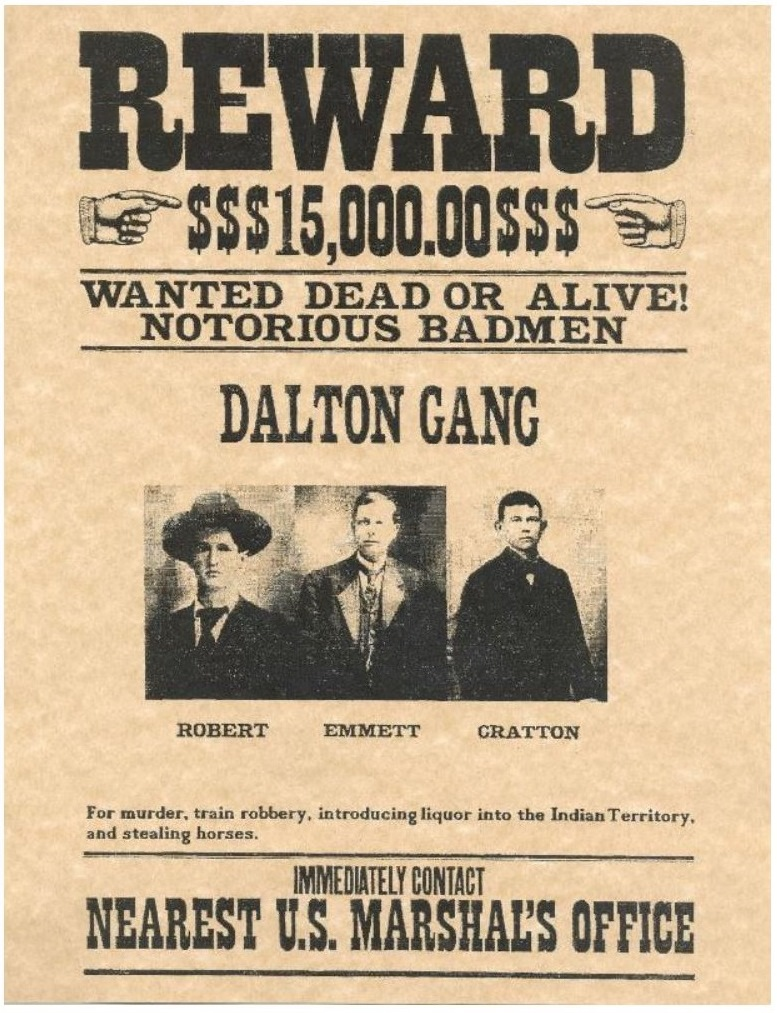
Fahndungsplakat mit Kopfgeld für Bob, Emmet und Grat Dalton

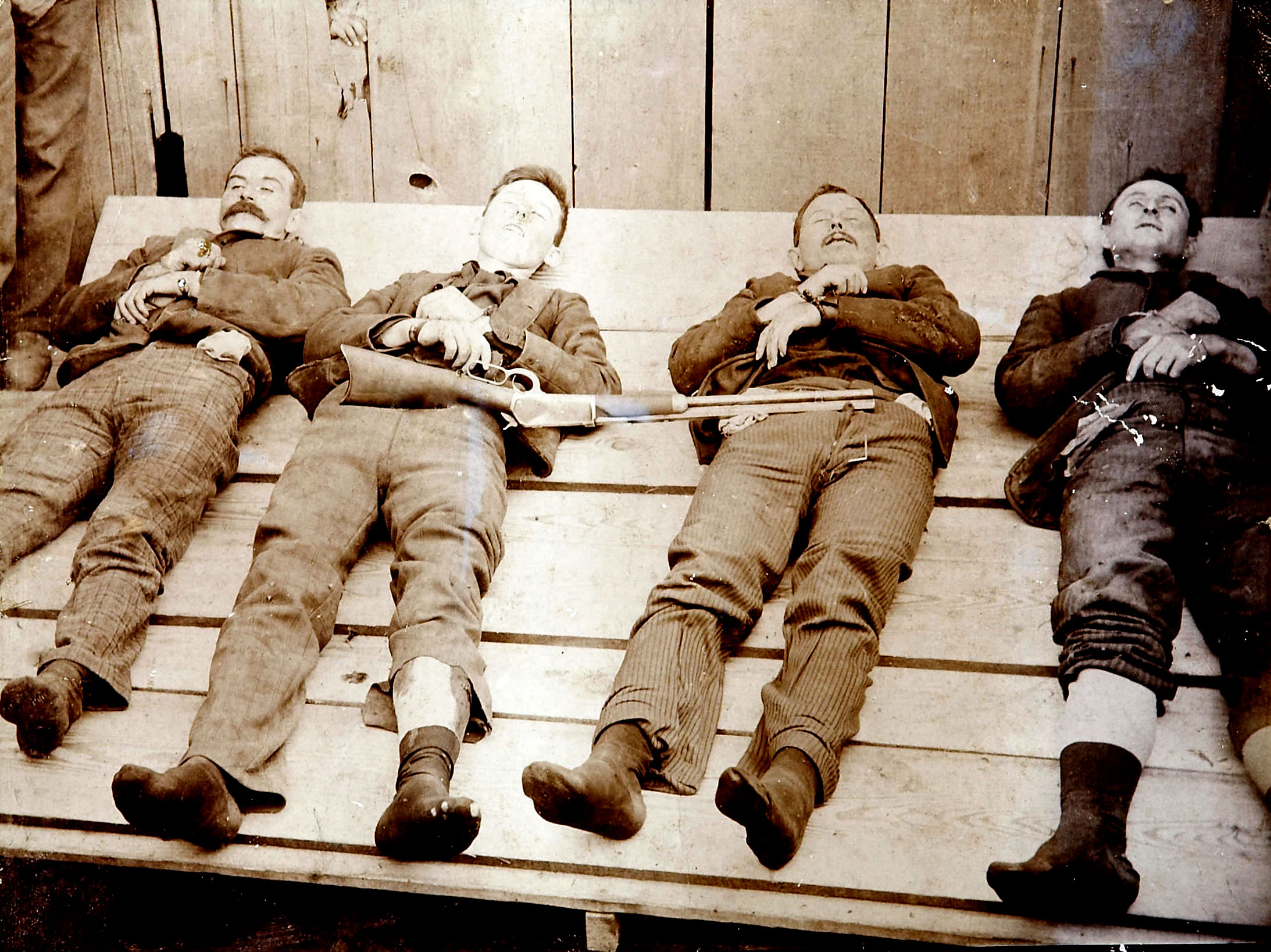
Die Leichen von Bill Power, Bob Dalton, Grat Dalton und Dick Broadwell (von links), 5. Oktober 1892

Die Dalton-Brüder im engeren Sinne waren eine vierköpfige Gruppe von Banditen, die zu den legendären Charakteren des Wilden Westens zählen.

## Geschichte und Werdegang
Die vier Dalton-Brüder waren Bob (Robert Rennick, 1869–1892), Grat (Grattan Hanley, 1861–1892), Bill (William Marion, 1863–1894) sowie Emmett (1871–1937). Ihre Eltern waren Adeline Younger (Tante der zur James-Younger-Gang gehörigen Younger-Brüder) und Lewis Dalton aus Cass County, Missouri.

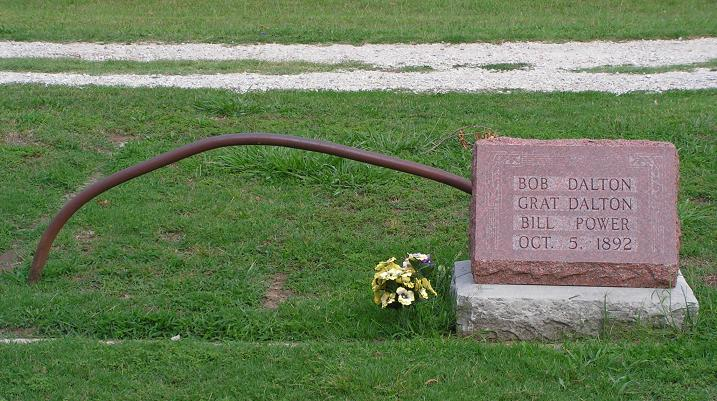
Grab von Bob und Grat Dalton sowie Bill Power auf dem alten Friedhof in Coffeyville

Ein weiterer von insgesamt zehn Brüdern war Frank Dalton (1859–1887), welcher Marshal wurde und 1887 im Dienst starb. Nach seinem Tod kamen Bob und Grat, die ebenfalls eine Zeit lang als Marshals tätig waren, sowie Bill und Emmett immer mehr auf die schiefe Bahn und waren in Schießereien, Eisenbahn- und Banküberfälle verwickelt. Ferner wurden sie auch wegen Pferdediebstahls angeklagt.
Am 5. Oktober 1892 wollten Bob, Grat, Emmett sowie die zu ihrer Bande zählenden Dick Broadwell und Bill Power (Bill Dalton war zu jener Zeit im Gefängnis) in Coffeyville/Kansas gleich zwei Banken auf einmal ausrauben. Sie wurden erkannt und anschließend an der C. M. Condon & Company’s Bank von einem bewaffneten Aufgebot gestellt. Grat Dalton, Dick Broadwell und Bill Power kamen während der Schießerei um. Bob Dalton erlag noch am selben Tag seinen Verletzungen. Nur Emmett überlebte die Schießerei trotz zahlreicher Schussverletzungen. Er wurde zu lebenslanger Haft verurteilt und 1907 begnadigt.
Nachdem Bill Doolin 1892 seine eigene Bande gründete, schloss sich Bill Dalton ihr an. Bill Dalton starb 1894 bei einer Schießerei. Emmett Dalton arbeitete nach seiner Entlassung unter anderem beim Film als historischer Berater. 1918 wurde sein Bericht Beyond the law verfilmt. 1931 erschien sein Buch When the Daltons rode, eine vermutlich etwas ausgeschmückte Schilderung der vergangenen Geschehnisse. Das Buch wurde 1940 unter der Regie von George Marshall verfilmt.

## Mediale Rezeption

### Verfilmungen (Auswahl)
- 1940 When the Daltons Rode
- 1975 The last day
- 1979 Der letzte Coup der Dalton Gang (The last ride of the Dalton Gang)
- 2021 Death Alley Der letzte Ritt der Dalton Gang

### Daltons in den Lucky-Luke-Comics
Comic-Lesern sind die Gebrüder Dalton als Figuren aus den Lucky-Luke-Comics des frankobelgischen Zeichners Maurice de Bévère (Morris) bekannt. Dieser ließ die „echten“ Daltons 1951 im Rahmen der Comic-Geschichte Die Gesetzlosen (Hors-la-loi) sterben. In seiner Version treten Bob, Grat, Bill und Emmett (Dalton) gemeinsam auf und kommen gemeinsam in Coffeyville um. Im späteren Lucky-Luke-Album Vetternwirtschaft (Les cousins Dalton, 1957) werden dann die fiktiven Joe, Jack, William und Averell Dalton als Vettern der historischen Daltons eingeführt, nachdem sie schon im Band Lucky Luke gegen Joss Jamon (Lucky Luke contre Joss Jamon, 1956) einen Kurzauftritt hatten. Einen weiteren Auftritt hatte Emmett Dalton in dem  Band Meine Onkel, die Daltons, wo er Vater eines Kindes geworden ist und Joe, William, Jack und Averell sich um den Jungen kümmern müssen. Auf Seite vier ist vermerkt, dass er die 23 Kugeln, von denen er bei der Schießerei in Coffeyville getroffen wurde, überlebt hat.

### Videospiele
In Call of Juarez: Gunslinger werden die Ereignisse in Coffeyville nachgespielt. Insgesamt drei Mal, wobei eine Fassung in etwa den tatsächlichen Verlauf der Ereignisse nacherzählt. Der Protagonist – ein Kopfgeldjäger – verändert die Geschichte jedoch zu seinen Gunsten. Hier konnten die Daltons nach den Banküberfällen flüchten, der Spieler muss sich zuerst Emmett im Duell stellen. Danach verfolgt er Bob und Grat durch einen Sumpf bis zu einem Raddampfer, wo er sie im Duell besiegen muss.